# Mathilde Jacob

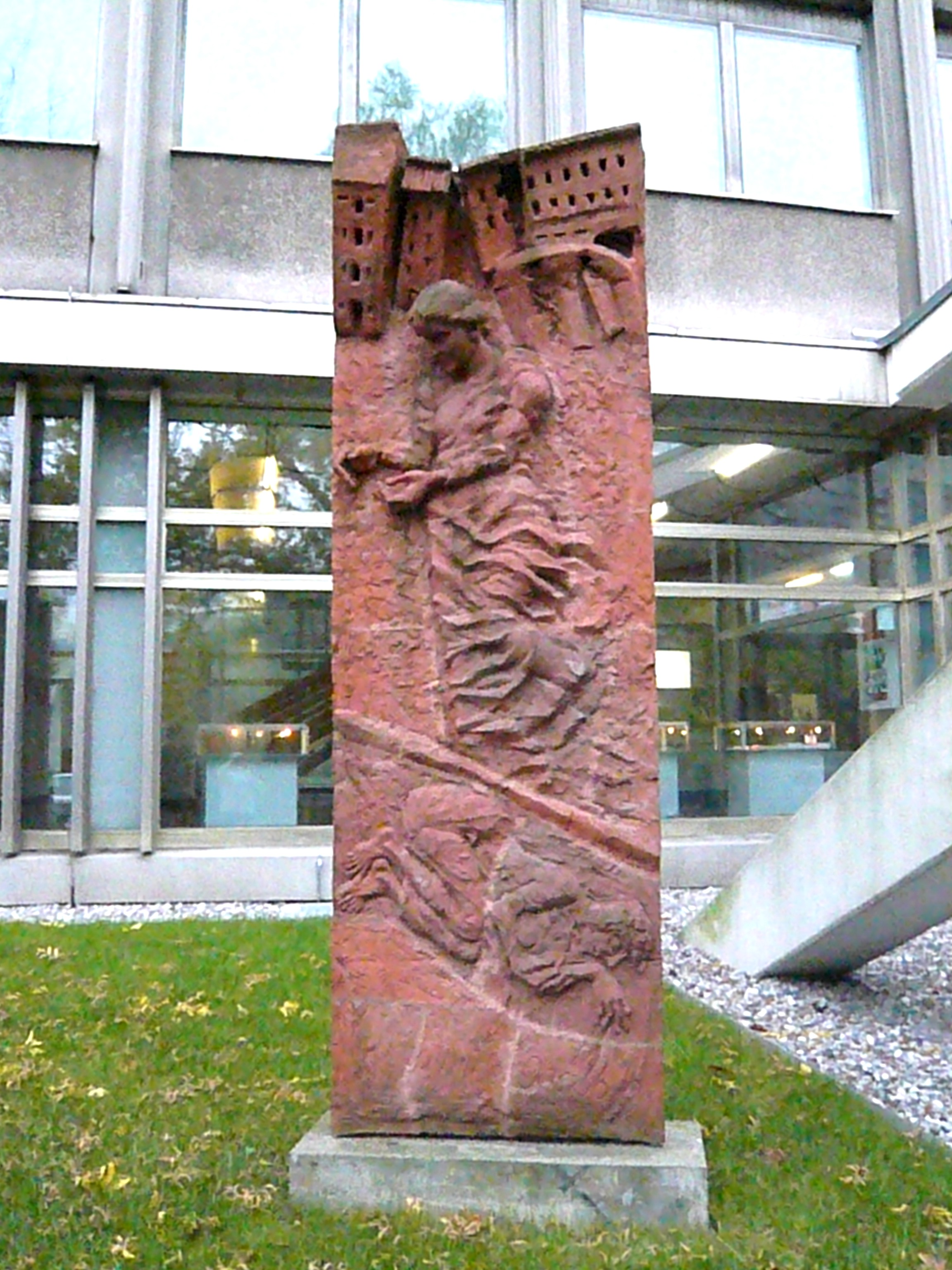
Mathilde Jacob auf einem Relief der Bildhauerin Ingeborg Hunzinger (1996), vor dem Verlagsgebäude des Neuen Deutschland am Franz-Mehring-Platz

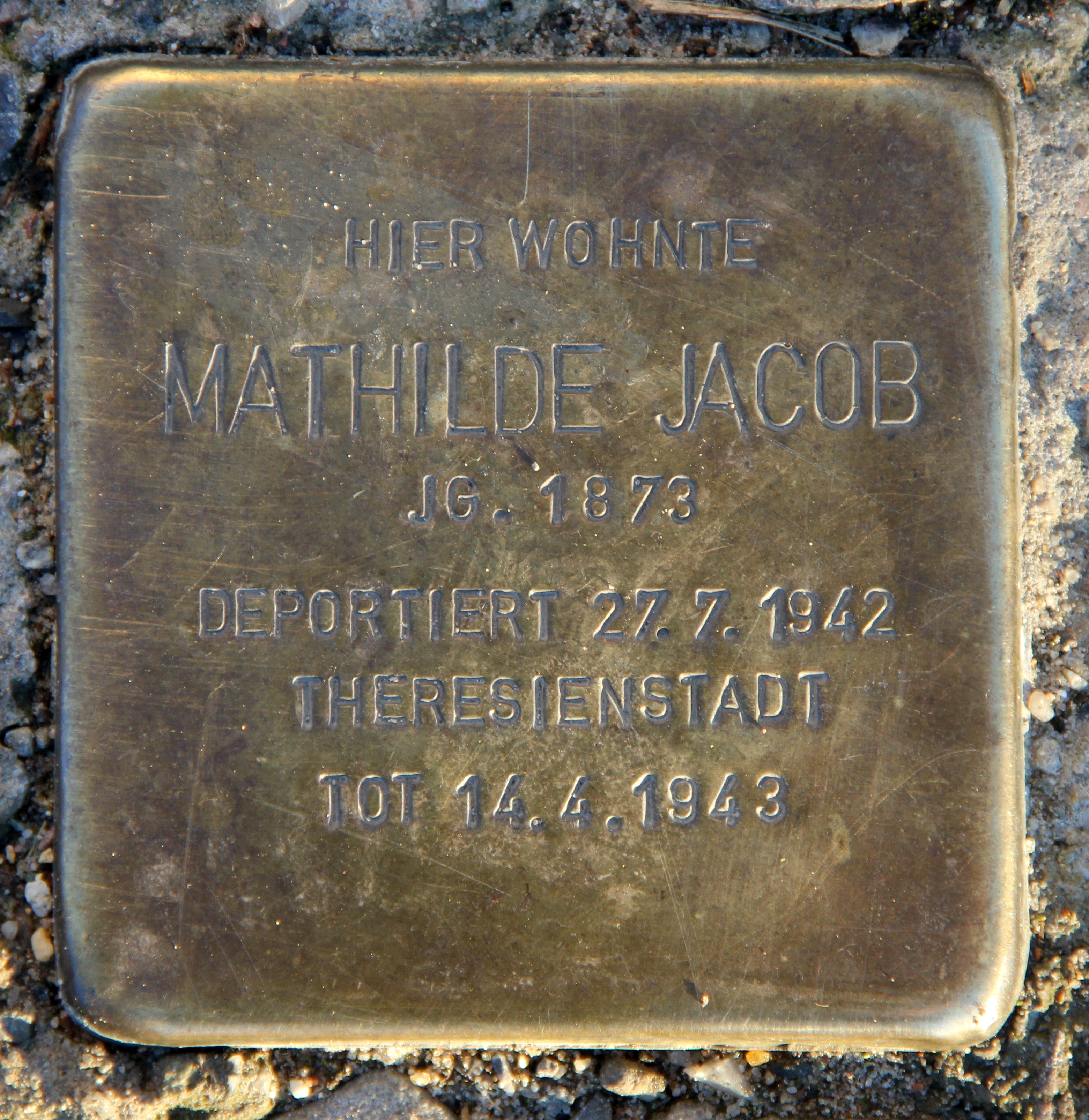
Stolperstein, Altonaer Straße 26, in Berlin-Hansaviertel

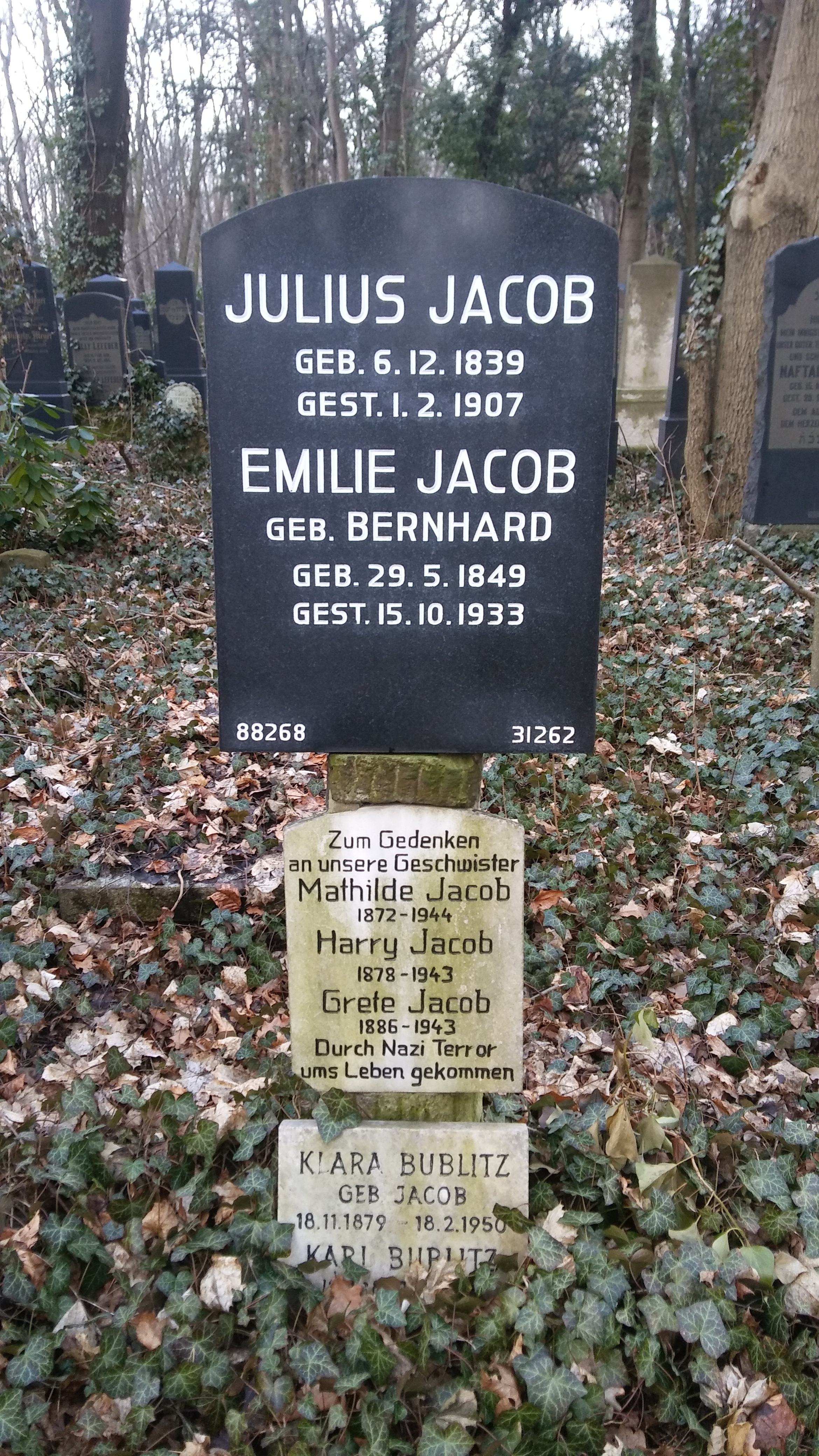
Gedenktafel auf dem Grab ihrer Eltern auf dem Jüdischen Friedhof Berlin-Weißensee

Mathilde Jacob (* 8. März 1873 in Berlin; † 14. April 1943 im KZ Theresienstadt) war Übersetzerin und Stenotypistin. Als Sekretärin und enge Vertraute von Rosa Luxemburg schmuggelte sie deren Briefe und Manuskripte aus dem Gefängnis und rettete Teile deren Nachlasses.

## Leben
Mathilde Jacob war Tochter des jüdischen Schlachtmeisterehepaares Julius und Emilie Jacob. Als selbstständige Stenotypistin und Übersetzerin lernte sie Ende 1913 über Schreibaufträge für Die sozialdemokratische Korrespondenz deren Herausgeber Julian Balthasar Marchlewski, Franz Mehring und Rosa Luxemburg kennen.
Tief beeindruckt von der Persönlichkeit Rosa Luxemburgs half Mathilde Jacob der Antimilitaristin insbesondere während der mehrmaligen Inhaftierung. Das ging von der Versorgung der Wohnung (inklusive der Katze Mimi) bis hin zum Schmuggeln von Briefen und hochpolitischen Manuskripten aus dem Gefängnis.
Als Mathilde Jacob im Mai 1919 selbst kurz in Haft saß, erfuhr sie vom Tod Rosa Luxemburgs, deren Leiche sie auch identifizieren musste.
Nachdem sie den großen Verlust psychologisch verarbeitet hatte, schloss sie sich dem ehemaligen Verteidiger Luxemburgs, Paul Levi, an, der im März 1919 Vorsitzender der Kommunistischen Partei Deutschlands (KPD) wurde. Nachdem dieser 1921 auf Grund von Meinungsverschiedenheiten über die Märzaktion aus der KPD ausgeschlossen wurde, gründete er die Kommunistische Arbeitsgemeinschaft (KAG) und trat mit Mathilde Jacob 1922 zunächst der USPD und mit deren Mehrheit der SPD bei.
Hier unterstützte sie Paul Levi bei der Herausgabe verschiedener Publikationen, wie der Zeitschrift Unser Weg.
Nach dem Tod Levis 1930 zog sich Mathilde Jacob von allen politischen Tätigkeiten zurück, hielt jedoch nach 1933 Kontakte zu Widerstandskreisen.
Als Jüdin musste sie die Repressalien und Einschränkungen des Naziregimes ertragen. Sie konnte sich nur mit einer kleinen Rente und gelegentlichen Schreibarbeiten über Wasser halten, bis sie schließlich am 27. Juli 1942 abgeholt und ins Konzentrationslager Theresienstadt deportiert wurde, wo sie am 14. April 1943 starb. Ihr Grab befindet sich auf dem Jüdischen Friedhof Berlin-Weißensee.

## Leistungen
Ihr Leben und ihre Leistungen wurden von Heinz Knobloch erstmals recherchiert und 1985 in seinem Buch Meine liebste Mathilde  veröffentlicht.
Als historisches Verdienst wird Mathilde Jacob insbesondere angerechnet, dass sie 1915 Rosa Luxemburgs Manuskript Die Krise der Sozialdemokratie aus dem Gefängnis schmuggelte und für Druck und Verbreitung sorgte.
Als weitere historische Tat gilt die Rettung von Teilen des Rosa-Luxemburg-Nachlasses, den Mathilde Jacob sorgfältig verwaltete und 1939 einem amerikanischen Historiker übergab.

## Auszeichnungen

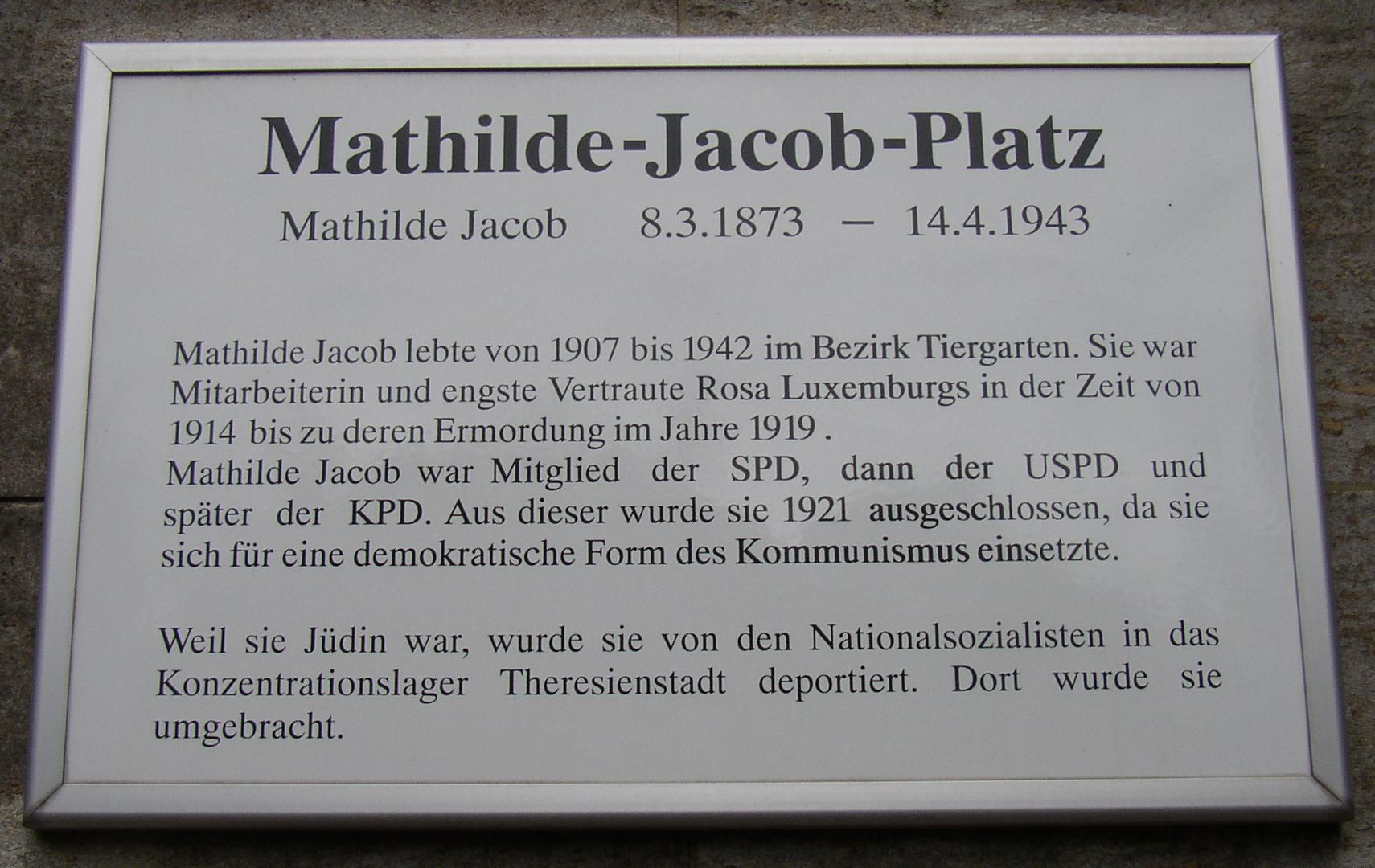
Gedenktafel am Rathaus Tiergarten in Berlin-Moabit

1995 wurde der Rathausvorplatz des damaligen Berliner Bezirks Tiergarten nach ihr benannt, 1997 eine dazugehörige Gedenktafel am Rathaus eingeweiht. Seit der Berliner Bezirksfusion 2001 gehört der Mathilde-Jacob-Platz 1 nun zum Bezirk Mitte.
Im Jahr 1996 wurde vor dem Verlagsgebäude des Neuen Deutschland am Franz-Mehring-Platz eine Terrakotta-Stele zu Ehren von Mathilde Jacob aufgestellt, die von der Künstlerin Ingeborg Hunzinger geschaffen worden war.
Am 10. Mai 2011 wurde vor ihrem ehemaligen Wohnhaus, Altonaer Straße 26, in Berlin-Hansaviertel, ein Stolperstein für sie verlegt.